# Myzostoma coriaceum
Myzostoma coriaceum is een ringworm uit de familie Myzostomatidae.
Myzostoma coriaceum werd in 1884 voor het eerst wetenschappelijk beschreven door Graff.